# Война в бъдещето
„Война в бъдещето“ (на английски: The Tomorrow War) е американски научнофантастичен екшън от 2021 г. на режисьора Крис Маккей, продуциран от Дейвид Елисън, Дейна Голдбърг, Дон Грейнджър, Джулс Дейли, Дейвид С. Гойер и Адам Колбренър, по сценарий на Зак Дийн, във филма участват Крис Прат, Ивон Страховски, Джей Кей Симънс, Бети Гилпин, Сам Ричардсън и Едуин Ходж.